# 琰州
琰州，唐朝时设置的州。
貞觀四年（630年）以西谢蛮地置，治所在武侯县（今贵州省镇宁布依族苗族自治县南），属黔州都督府。后废。
琰州刺史
- 赵士达（650年—656年）